# Cora chiribiquete
Cora chiribiquete là loài chuồn chuồn trong họ Polythoridae. Loài này được Zloty & Pritchard mô tả khoa học đầu tiên năm 2001.